# Фридерика Каролина Луиза фон Хесен-Дармщат
Фридерика Каролина Луиза фон Хесен-Дармщат (на немски: Friederike Caroline Luise von Hessen-Darmstadt; * 20 август 1752, Дармщат; † 22 май 1782, Хановер) е ландграфиня от Хесен-Дармщат и чрез женитба херцогиня на Мекленбург-Щрелиц и майка на пруската кралица Луиза.

## Живот
Дъщеря е на ландграф Георг Вилхелм фон Хесен-Дармщат (1722 – 1782) и съпругата му Мария Луиза Албертина фон Лейнинген-Дагсбург-Фалкенбург (1729 – 1818), дъщеря на граф Кристиан Карл Райнхард фон Лайнинген-Дагсбург. Сестра е на Августа Вилхелмина, омъжена през 1785 г. за Максимилиан I Йозеф, бъдещ крал на Бавария, майка на крал Лудвиг I.
Фридерика се омъжва на 18 септември 1768 г. в Дармщат за принц Карл II фон Мекленбург (1741 – 1816), от 1794 г. херцог на Мекленбург-Щрелиц, от 1776 г. гувернатор на Хановер на крал Джордж III. Сестра му Шарлота (1744 – 1818) се омъжва на 8 септември 1761 г. за английския крал Джордж III.
Фридерика умира на 29 години при раждането на десетото си дете на 22 май 1782 г. в Хановер. Карл II се жени на 28 септември 1784 г. за нейната по-малка сестра Шарлота Вилхелмина (1755 – 1785).

## Деца
Фридерика и Карл II имат десет деца, от които пет умират рано:
- Шарлота Георгина Луиза (* 17 ноември 1769, † 14 май 1818), ∞ 3 септември 1785 Фридрих, херцог на Саксония-Хилдбургхаузен (1763 – 1834)
- Каролина Августа (* 17 февруари 1771, † 11 януари 1773)
- Георг Карл Фридрих (* 4 март 1772, † 21 май 1773)
- Тереза Матилда Амалия (* 5 април 1773, † 12 февруари 1839), ∞ 25 май 1789 Карл Александер, княз на Турн и Таксис (1770 – 1827)
- Фридрих Георг Карл (* 1 септември 1774 или 1775, † 5 ноември 1775)
- Луиза Августа Вилхелмина Амалия (* 10 март 1776, † 19 юли 1810), ∞ 24 декември 1793 за по-късния крал Фридрих Вилхелм III от Прусия (1770−1840)
- Фридерика Каролина София (* 2 март 1778, † 29 юли 1841), принцеса на Прусия, от 1837 г. кралица на Хановер
- Георг Фридрих Карл (* 12 август 1779, † 6 септември 1860), велик херцог на Мекленбург [-Щрелиц]
- Фридрих Карл Фердинанд (* 7 януари 1781, † 24 март 1783)
- Августа Албертина (* 19 май 1782, † 20 май 1782)